# 克拉訥普富爾湖

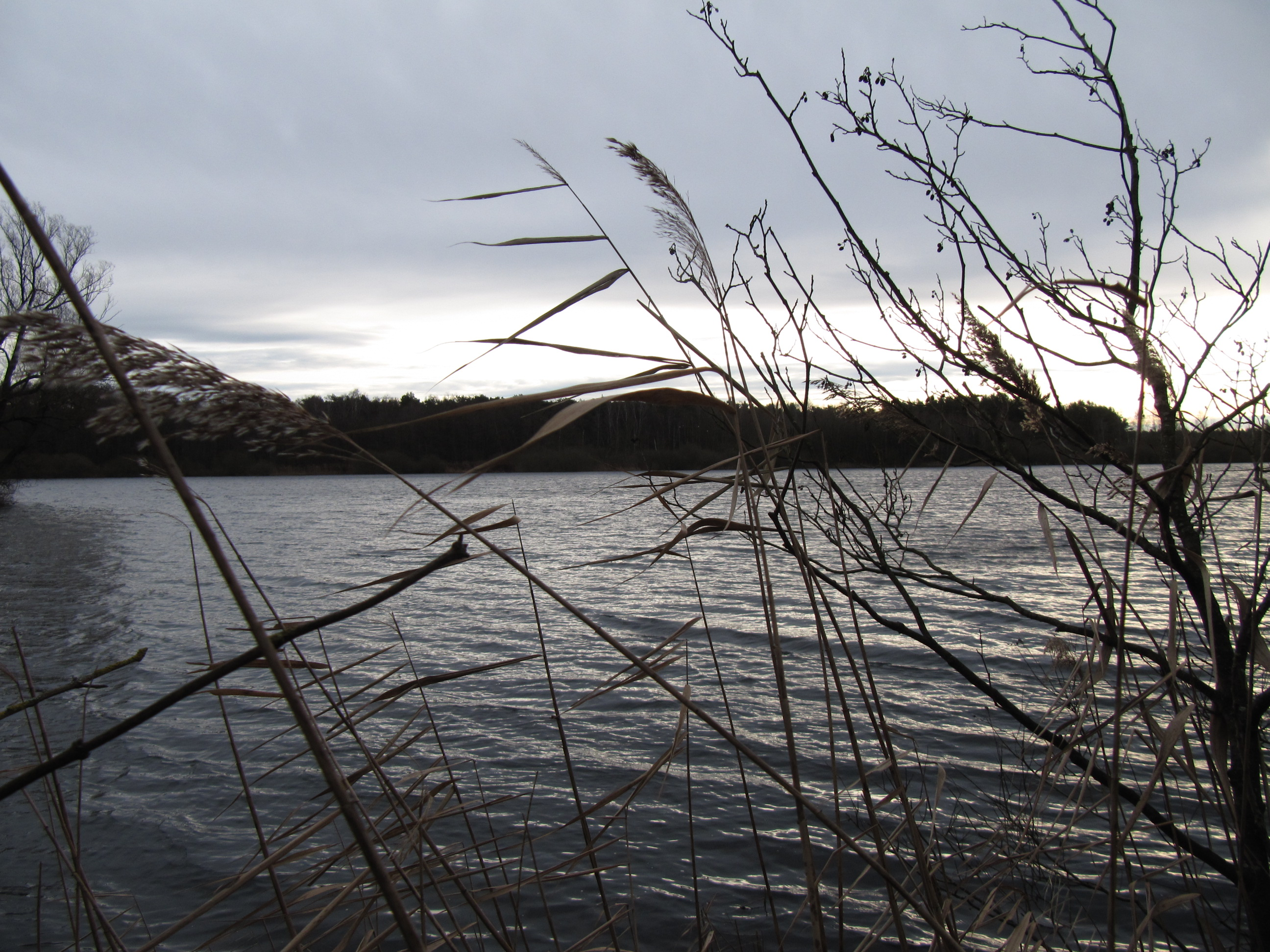

克拉訥普富爾湖（德語：Kranepfuhl），是德國的湖泊，位於該國西南部，由勃蘭登堡州負責管轄，距離首都柏林70公里，長0.7公里、寬0.2公里，面積0.09平方公里，海拔高度33米。